# Кубок Поколения 2015
4-й матч за Кубок Поколения Первенства Молодёжной хоккейной лиги состоится 17 января 2015 года в Альметьевске на домашнем стадионе хоккейного клуба «Спутник» - Дворце спорта «Юбилейный» вместимостью 2 200 человек. Победителем Кубка Поколения стала команда, составленная из звёзд Западной конференции  Первенства МХЛ.

## События, предшествовавшие матчу
- 31 июля Правление НП МХЛ определилось местом проведения Кубка Поколения 2015, который традиционно проводится в формате матча Всех звезд. Альметьевск примет этот праздник хоккея у себя  17 января 2015 года [2]

- 11 ноября Молодёжная хоккейная лига объявляет тренерские составы на Кубок Поколения[3].

- 14 ноября стартует голосование среди болельщиков на определение стартовых составов команд «Запада» и «Востока»[4].

- 10 декабря МХЛ объявляет открытие аккредитации на Кубок Поколения 2015 [5].
- 16 декабря Обнародован дизайн игровых свитеров Кубка Поколения-2015[6].
- 29 декабря Представлены медали Кубка Поколения[7].
- 30 декабря замена в тренерском штабе команды «Запад». Сергея Карого заменит Николай Акимов [8].
- 1 декабря в тренерском составе команды «Запад» на Кубок Поколения 2015 года произошли изменения. В связи с просьбой ХК «Локомотив» (г. Ярославль), главный тренер «Локо-Юниор» Андрей Капранов не сможет принять участие в матче. Вместо него в тренерский штаб Анатолия Степанищева войдет наставник ХК «Жальгирис» (Вильнюс) Айгарс Ципрусс[9].
- 11 января объявлены стартовые составы Кубка Поколения [10].
- 12 января назначают судей на Кубок Поколения 2015[11].
- 14 января объявлен полный состав «Запада»[12].
- 15 января объявлен полный состав «Востока»[13].
- 16 января, накануне матча за Кубок Поколения, мэтр отечественного хоккея и член правления Молодёжной хоккейной лиги Владимир Юрзинов провёл семинар в Альметьевске[14].
- 17 января в рамках программы «МХЛ-детям» в день розыгрыша Кубка Поколения в Альметьевск приехали герои популярного сериала «Молодёжка» Влад Канопка, Иван Дубровский и Юлия Маргулис. Вместе с игроками команды «Спутник» Романом Ермаковым и Максимом Гусевым они посетили альметьевскую коррекционную общеобразовательную школу-интернат[15].

## Судьи Кубка Поколения
12 января 2015 года назначают судей на Кубок Поколения 2015.
- Главные судьи:  Иван Фролов и  Роман Тренкачев.
- Линейные судьи :  Артем Савенков и  Ильнур Галимов.

## Составы команд
Первые пятёрки и голкиперы команд Востока и Запада (в таблице они выделены жирным шрифтом) были выбраны путём открытого голосования на официальном сайте Первенства МХЛ, которое началось с 14 ноября 2014. Вторые звенья и вратари определялись голосованием представителей аккредитованных МХЛ СМИ.
| Команда Востока                                | Команда Запада                                                |
| Вратари                                        | Вратари                                                       |
| ---------------------------------------------- | ------------------------------------------------------------- |
| 1 Артур Гайдуллин («Горняк»)                   | 30 Михаил Финагин («Дмитров»)                                 |
| 80 Артур Гильмутдинов («Батыр»)                | 31 Вадим Мищук («Жальгирис»)                                  |
| Защитники                                      |                                                               |
| 65 Константин Лучевников («Мечел»)             | 70 Артем Смирнов («Локо-Юниор»)                               |
| 67 Федор Хорошев («Молот»)                     | 47 Евгений Шевчук («Россошь») (Капитан Запада)                |
| 7 Егор Шалапов («Горняк»)                      | 19 Максим Афанасьев («Локо-Юниор»)                            |
| 90 Никита Воронин («Батыр»)                    | 35 Руслан Фролов («Елец»)                                     |
| 28 Виталий Яковлев («Прогресс»)                | 41 Александр Параваев («Кристалл»)                            |
| 58 Николай Иванов («Красноярские Рыси»)        | 81 Арсений Борисов («Динамо-Раубичи»)                         |
| 73 Ярослав Сенников («Комета»)                 | 28 Егор Жеребкин («Молния»)                                   |
|                                                | 7 Имантс Лещев («Зеленоград»)                                 |
| Нападающие                                     |                                                               |
| Дмитрий Исмагилов («Мечел»)                    | 22 Владислав Барулин («Зеленоград»)                           |
| 76 Ильнар Динмухаметов («Спутник Альм»)        | 13 Александр Цуканов («Россошь»)                              |
| Никита Самойлов («Батыр»)                      | 74 Сергей Иванов («Россошь»)                                  |
| 71 Андрей Белозёров («Мечел»)                  | 24 Павел Новожилов («СКА-Варяги») (Ассистент капитана Запада) |
| 13 Анатолий Наговицын («Горняк»)               | 5 Владислав Кара («Драгуны»)                                  |
| 28 Данил Залалутдинов («Южный Урал-Металлург») | 34 Иван Громов («Брянск»)                                     |
| 93 Сергей Сурин («Горняк»)                     | 13 Александр Локтев («Белгород»)                              |
| 59 Максим Капитуров («Мечел»)                  | 96 Павел Широков («Жальгирис»)                                |
| 41 Ярослав Хромых («Юниор-Спутник»)            | 64 Денис Зимин («Ракета»)                                     |
| 79 Роман Саттаров («Спутник Альм»)             | 79 Даниил Акиньшин («Россошь»)                                |
| 17 Илья Шубович («Алтайские Беркуты»)          | 8 Станислав Ищенко («Дмитров»)                                |
| 84 Павел Антипов («Кристалл-Юниор»)            | 87 Илья Смирнов («Тверичи»)                                   |
| 57 Никита Акжигитов («Ангарский Ермак»)        |                                                               |
| Тренеры                                        |                                                               |
| Матвей Белоусов («Мечел»)                      | Анатолий Степанищев («Дмитров»)                               |
| Эдуард Дмитриев («Спутник Альметьевск»)        | Николай Акимов («СКА-Варяги»)                                 |
| Владимир Герасимов («Горняк»)                  | Айгарс Ципрусс («Жальгирис»)                                  |

## Перед матчем
16 января Владимир Юрзинов провёл тренировку вместе с игроками местного Спутника. После тренировки провёл тренерский семинар.
За 2 часа до матча, в 15:00 по московскому времени, пройдёт пресс-конференция с участием тренеров и капитанов команд «Запада» и «Востока».

## Пресс-конференция
Перед началом матча за Кубок Поколения в Альметьевске, в ледовом дворце «Юбилейный» состоялась пресс-конференция, в которой приняли участие управляющий директор Молодёжной хоккейной лиги Дмитрий Ефимов, заслуженный тренер России, член правления МХЛ Владимир Юрзинов, вице-президент Федерации хоккея России Николай Урюпин и генеральный директор ХК «Нефтяник» (Альметьевск) Джамиль Насретдинов.
Джамиль Насретдинов:
- Рад приветствовать всех гостей здесь, в нефтяной столице Татарстана. Мы очень рады тому, что Кубок Поколения проводится здесь и тому, что Владимир Юрзинов, который приехал к нам в первый раз провел здесь свой семинар. Это большой шаг к дальнейшему развитию хоккея в нашем регионе. Спасибо Молодёжной хоккейной лиге, которая доверила такое важное мероприятие Альметьевску.
Хоккей для Татарстана – это спорт номер один. Развитие массового хоккея стоит особняком. Поэтому Кубок Поколения для нас – это особенное событие. В нашей дальнейшей работе мы непременно будем использовать те советы, которые дают представители МХЛ. Одно то, что ребятам довелось пообщаться с таким легендарным тренером, как Владимир Юрзинов – огромный импульс для молодых хоккеистов.
Дмитрий Ефимов:
- Очень приятно снова находиться на альметьевской земле. Предвосхищу один из самых популярных вопросов: почему именно Альметьевск? Татарстан в целом – это мекка хоккея в нашей стране. Из 55 субъектов федерации молодёжные команды есть только в 35-ти. А вот в республике Татарстан их целых четыре. Это говорит о многом. В Альметьевске один из самых серьёзных центров развития хоккея – 15 ледовых арен по региону. У нас давние рабочие взаимоотношения с Джамилем Мисбаховичем, который неоднократно выступал и нашим советчиком и критиком в продуктивном формате. Поэтому этот выбор стал для нас естественным. Это хоккейный город и мы всегда стараемся проводить мероприятия там, где зрители любят и ходят на хоккей. Надеемся, что Кубок Поколения пройдет на высоком уровне.
Управляющий директор МХЛ также затронул сложную финансовую ситуацию в стране, из-за которой нескольким клубам лиги пришлось сняться с розыгрыша в этом сезоне.
- Это действительно болезненная тема. При формировании календаря следующего года мы будем стараться группировать команды по дивизионам таким образом, чтобы минимизировать переезды, которые съедают львиную часть бюджета любого клуба. Остается надеяться на то, что экономические трудности в ближайшее время останутся в прошлом.
Владимир Юрзинов:
- Хотелось бы поблагодарить хозяина Кубка Поколения. Я здесь впервые и то, что я увидел меня, честно говоря, поразило. Помимо семинара мы осмотрели несколько ледовых площадок по городу и везде кипит игра. Ребята с горящими глазами играют в хоккей и получают от процесса истинное удовольствие. Они были счастливы находиться на льду. Плюс амуниция на всех новая, с иголочки. Чувствуется, что здесь живут игрой. Это настоящая хоккейная сказка, которая должна служить примером для других городов.
Николай Урюпин:
- Альметьевский хоккейный клуб и его успех – это заслуга всего Татарстана. Совершенно правильно, что МХЛ проводит такие мероприятия именно здесь. Здесь есть на что посмотреть и чему поучиться. Это многолетняя, каждодневная и порой неблагодарная работа, плоды которой мы сейчас можем наблюдать и порадоваться тем хоккейным достижениям, которых добилась республика. Я рад, что этот праздник проходит в Альметьевске и желаю, чтобы он прошёл на высоком уровне, а хоккей был по-настоящему захватывающим.

## Матч
Вы сможете наблюдать за перипетиями борьбы в прямом эфире на официальном телеканале YouTube ХК «Нефтяник» и на сайте Первенства МХЛ. Трансляцию можно посмотреть  здесь.
| 17 января 2015 17:00 | Восток | 3 : 4 (0:1, 3:0, 0:3) | Запад | ДС «Юбилейный» |

| Отчёт | Отчёт                                                              | Отчёт | Отчёт                                                      | Отчёт                                                                            |
| --- | ------------------------------------------------------------------ | --- | ---------------------------------------------------------- | -------------------------------------------------------------------------------- |
| |                                                                    | |                                                            |                                                                                  |
| | Артур Гайдуллин (00:00 - 40:00) Артур Гильмутдинов (40:00 - 60:00) | Вратари | Михаил Финагин (00:00 - 30:16) Вадим Мищук (30:16 - 60:00) | Судьи: Иван Фролов Роман Тренкачев Линейные судьи: Артём Савенков Ильнур Галимов |
| | Голы:                                                              | |                                                            | Судьи: Иван Фролов Роман Тренкачев Линейные судьи: Артём Савенков Ильнур Галимов |
| 25:34 Максим Капитуров (Анатолий Наговицын) 30:16 Анатолий Наговицын (Данил Залалутдинов, Никита Воронин) 36:26 Ильнар Динмухаметов (Буллит) | 0 : 1 : 1 2 : 1 3 : 1 3 : 2 3 : 3 : 4                              | 0:19 Максим Афанасьев 40:58 Станислав Ищенко (Имантс Лещёв, Максим Афанасьев) 43:58 Сергей Иванов (Евгений Шевчук) 55:08 Артём Смирнов (Евгений Шевчук, Сергей Иванов) (5×4) |                                                            | Судьи: Иван Фролов Роман Тренкачев Линейные судьи: Артём Савенков Ильнур Галимов |
| |                                                                    | |                                                            | Судьи: Иван Фролов Роман Тренкачев Линейные судьи: Артём Савенков Ильнур Галимов |
| |                                                                    | |                                                            | Судьи: Иван Фролов Роман Тренкачев Линейные судьи: Артём Савенков Ильнур Галимов |
| |                                                                    | |                                                            | Судьи: Иван Фролов Роман Тренкачев Линейные судьи: Артём Савенков Ильнур Галимов |
| 12 мин | Штраф                                                              | 14 мин |                                                            | Судьи: Иван Фролов Роман Тренкачев Линейные судьи: Артём Савенков Ильнур Галимов |
| |                                                                    | |                                                            |                                                                                  |
| | 37                                                                 | Броски | 33                                                         |                                                                                  |

Лучшими игроками матча стали Сергей Иванов (Россошь) и Ильнар Динмухаметов (Спутник Альм).